# Transport à la barrière hémato-encéphalique
La barrière hémato-encéphalique doit assurer à la fois la protection, le transport d'aliments et d'oxygène vers le cerveau, et l’élimination des déchets. Les aliments solubles et les peptides franchissent la barrière hémato-encéphalique pour l’essentiel par des transporteurs ou des canaux spécifiques à travers la membrane cellulaire. La plupart des autres composés solubles passent – dans une certaine mesure – par diffusion passive,.

## Transport paracellulaire

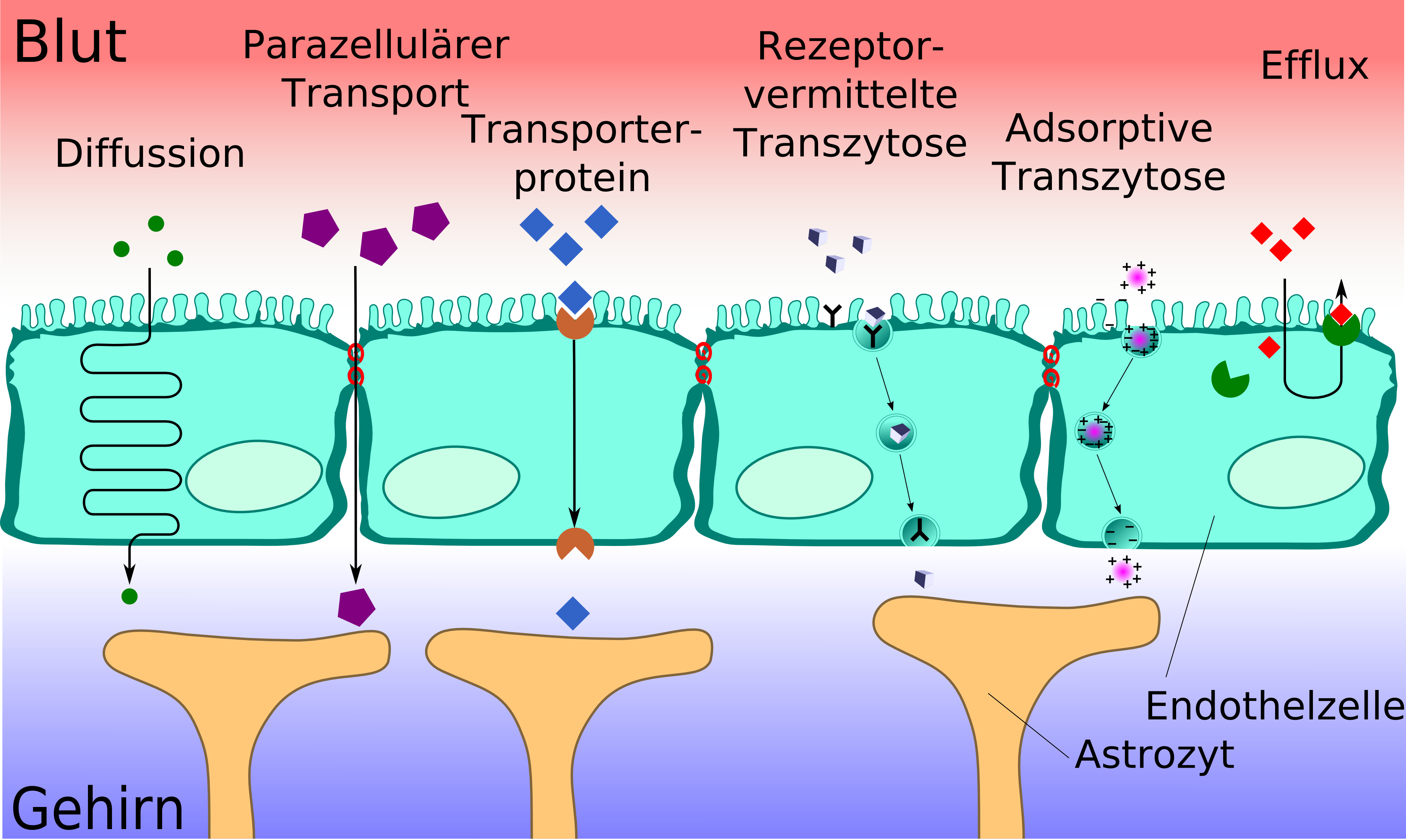
Les processus de transport à la barrière hémato-encéphalique

Dans les capillaires périphériques le transport de matières vers les organes et les muscles a lieu pour l'essentiel par des fenestrages et des fentes intercellulaires. Dans un endothélium  cérébral sain et en bon état, les jonctions serrées relient les cellules entre elles de façon hermétique. Les capillaires du cerveau ne permettent donc qu'un transport de substances transmembranaire, qui peut d'ailleurs être mieux régulé que le transport paracellulaire. L'eau, la glycérine et l'urée sont des exemples de molécules polaires assez petites pour pouvoir diffuser à travers les jonctions serrées.

## Diffusion libre

Représentation schématique des processus de diffusion à la membrane cellulaire, à trois instants : la concentration tend à s'égaliser.

La forme la plus simple de transport à travers la barrière hémato-encéphalique est représentée par la diffusion libre, souvent nommée diffusion passive. Cette diffusion peut en principe aussi bien survenir à  travers la membrane cellulaire de l'endothélium qu'à travers les jonctions serrées. Comme pour toutes les diffusions, elle tend à égaliser la concentration, ou le potentiel électrochimique. Elle ne requiert aucune énergie de la part de la cellule. Le débit de  matière est proportionnel à la différence de concentrations, et ne peut pas être régulé par la cellule.

Modèle en calotte de membrane plasmique, avec un kink (angle) de la chaîne hydrophobe, qui laisse un espace libre (en vert) pour une petite molécule d'éthanol.

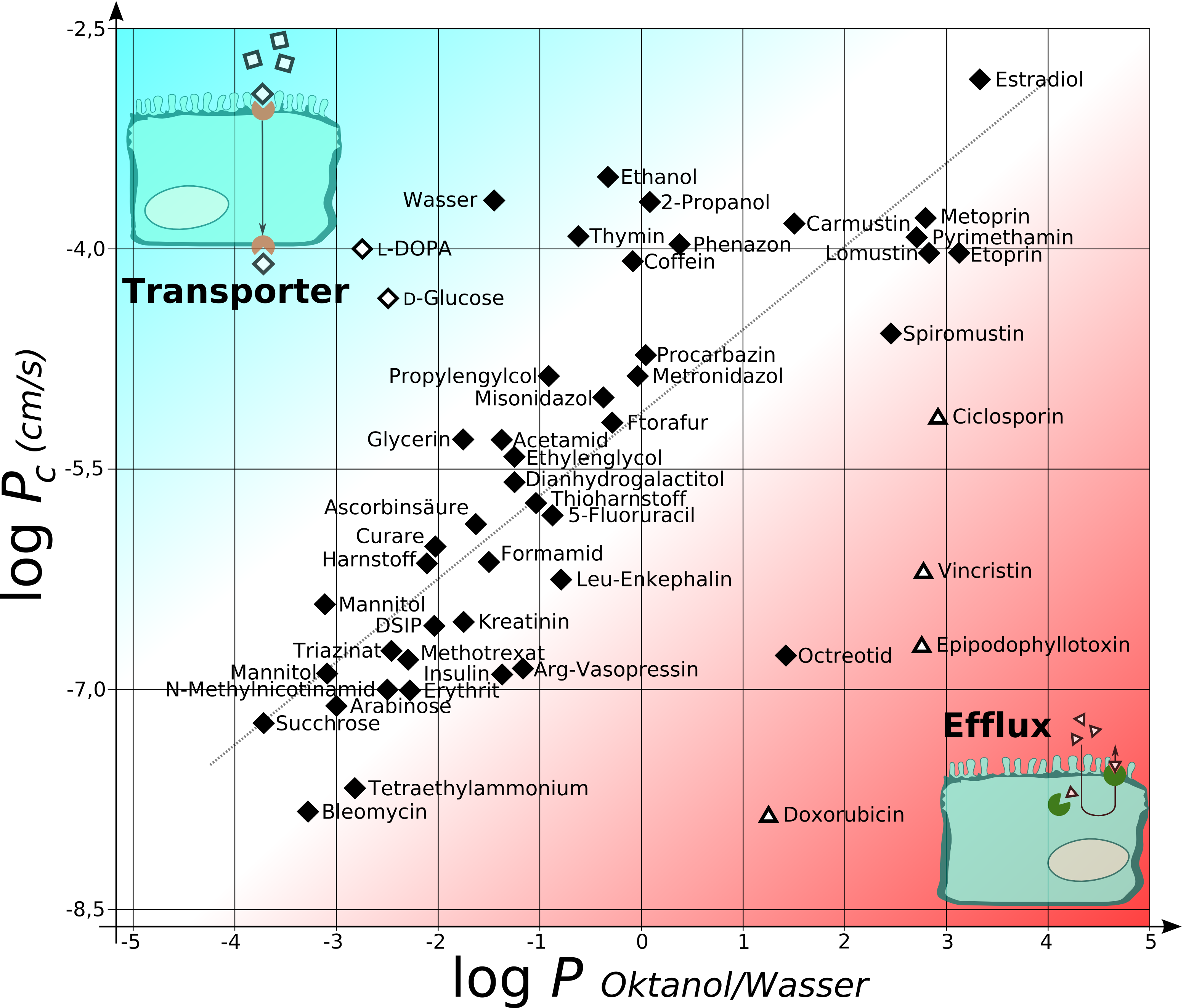
Corrélation diffusion-lipophilie : représentation logarithmique de P_{c} (coefficient de perméabilité dans des capillaires de cerveau de rat, en cm/s), en fonction de P_{octanol/eau} (affinité relative octanol-eau, représentant la lipophilie). Au-dessus de la diagonale, substances qui soit sont transportées activement par la membrane (◊), soit diffusent passivement (eau). En dessous, substances rejetées activement par les cellules endothéliales(Δ).

Le biophysicien de Göttingen Hermann Träuble a  mis au point en 1971 une théorie sur le transport des petites molécules à travers la membrane cellulaire. Selon cette théorie, ce sont des petits espaces entre les chaînes lipidiques de la double couche lipidique qui sont responsables du transport par diffusion. Ces trous proviennent de passages de la conformation trans à gauche (kinks trans-gauche-trans) dans les  chaînes lipidiques des phospholipides de la membrane. Ces changements de conformation dièdres peuvent se produire avec une très faible énergie. En outre, ils sont mobiles et peuvent se déplacer avec la molécule occupant l'espace, à travers la membrane,,,. La théorie de Träuble a été confirmée en 1974 par  Anna et Joachim Seelig au moyen de la RMN,.
Les propriétés lipophiles de la membrane cellulaire et la liaison étanche par les jonctions serrées
réduisent substantiellement le nombre de substances qui peuvent passer la barrière hémato-encéphalique. La perméabilité de la barrière pour une molécule donnée est en rapport direct avec ses propriétés lipophiles. Par ailleurs, elle se comporte en proportion inverse de la masse molaire. Ceci signifie que plus une molécule est lipophile et petite, plus elle peut diffuser librement à travers l'endothélium. Pour la masse molaire d'une molécule, on peut donner une limite supérieure de 400  à   500 g/mol, si la barrière est en bon état. Au-dessus de cette limite, les molécules ne peuvent pratiquement plus diffuser. Mais on ne peut pas considérer la barrière comme un tout ou rien, qui retiendrait complètement les grosses molécules, et laisserait librement passer les petites. Les processus de diffusion à la barrière sont des équilibres dynamiques. Pour une molécule de section 0,52 nm2 (correspondant à  200 g/mol), la barrière est 100 fois plus perméable que pour une molécule de section 1,05 nm2 (450 g/mol),.
On peut caractériser utilement la lipophilie par le coefficient de partage octanol-eau, exprimant le logarithme des concentrations d'une molécule en présence d'un mélange octanol-eau. Par exemple, si logP est de 3,8, pour une substance, c'est qu'elle se dissout 103,8 fois plus dans l'octanol (lipophile) que dans l’eau (hydrophile). Les valeurs de logP positives caractérisent les substances lipophiles et les négatives les hydrophiles. Les substances lipophiles peuvent en principe passer plus facilement à travers les membranes plasmiques des cellules. Mais cet effet s'atténue au-dessus de 3, car les substances commencent à avoir une affinité pour se lier aux protéines. Néanmoins, logP est un indicateur important pour la capacité d'une substance à diffuser à travers la barrière  hémato-encéphalique.
La prédiction du pouvoir de pénétration d'une substance dans le cerveau est possible au moyen de divers modèles et simulations : ex vivo ou encore in silico. On peut faire des recherches in vitro fiables sur des cultures de cellules endothéliales isolées,,,.
La lipophilie et la petite taille ne sont aucune garantie de possibilité  d'une diffusion  vers le cerveau. Par exemple, plus de 98 % des molécules de petite masse utilisées en pharmace ne sont pas en mesure de traverser la barrière hémato-encéphalique. Par contre les substances de masse moléculaire élevée en sont a priori exclues, comme les  anticorps monoclonaux, les protéines recombinantes, les ARN anti-sens ou les aptamères.

## Perméabilité par canaux

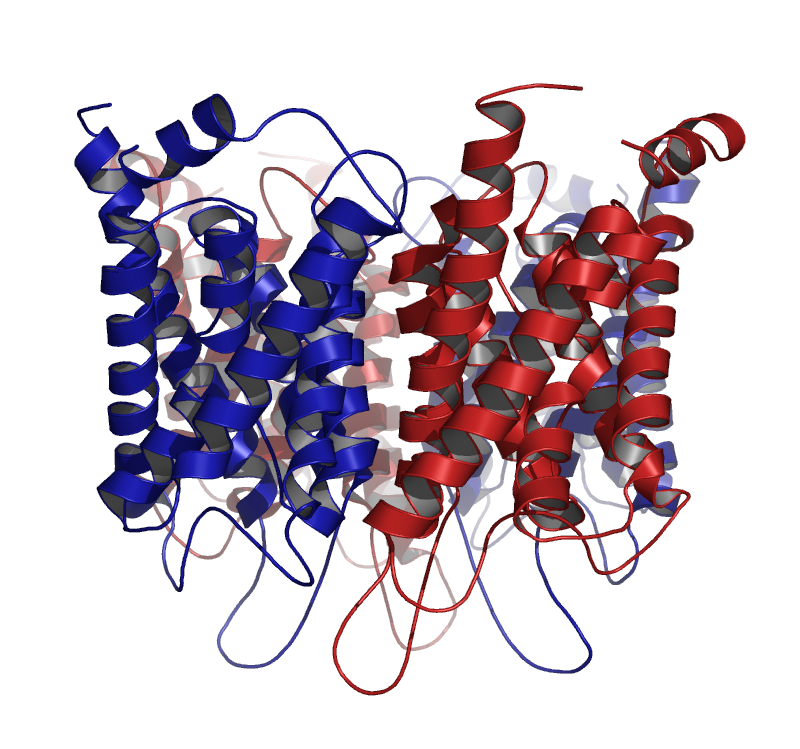
Vue de côté d'un modèle d'aquaporine. Les molécules d'eau peuvent diffuser dans les deux sens par le milieu de la protéine.

Les petites molécules polaires, comme par exemple l'eau, ne peuvent diffuser par les kinks hydrophobes de la membrane que de façon très limitée. Cependant la barrière hémato-encéphalique présente une très grande perméabilité à l’eau. Ceci a été démontré par William Henry Oldendorf (1925-1992) par des expériences avec de l'eau tritiée.
Pour la diffusion de l’eau, on trouve dans la membrane cellulaire des protéines-canaux spécialisées, les aquaporines. Alors que les endothéliums périphériques expriment très souvent l'aquaporine-1 (AQP1), ce gène est inactivé à la barrière hémato-encéphalique, par la présence des astrocytes. Les endothéliums cérébraux spécialisés expriment en réalité l'aquaporine-4 (AQP4) et l'aquaporine-9 (AQP9). À la barrière hémato-encéphalique, l'aquaporine-9 est la plus importante pour le transport de l'eau. Les aquaporines permettent la régulation de l'économie en eau du cerveau. Elles offrent une haute capacité de diffusion pour l’eau, dans les deux sens, toujours d'après le gradient osmotique.
Les aquaglycéroporines forment d'autres canaux dans la barrière hémato-encéphalique pour la glycérine, l'urée et l’ion méthanoate.
Les canaux sont substantiellement plus rapides pour le transport des molécules que les transporteurs. On peut activer ou désactiver les canaux à ions par des impulsions de tension électrique, des hormones qui agissent dessus, ou d'autres influences (diversité).

## Diffusion facilitée

Représentation schématique du transport facilité (les trois figures de droite). À gauche, en comparaison un transport par canal.

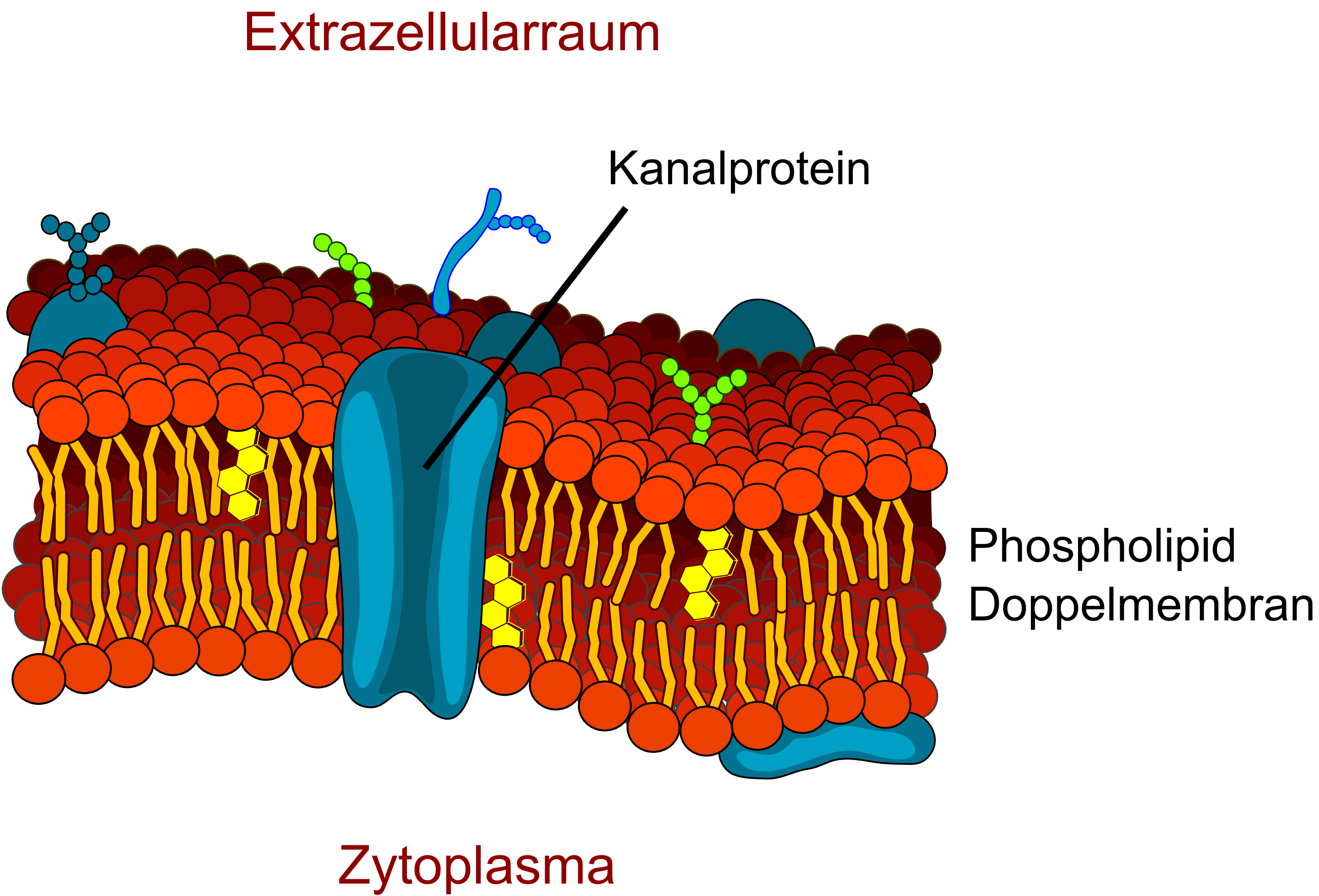
Représentation schématique d'une protéine canal dans la membrane cellulaire

Une forme spéciale de diffusion à travers la membrane des cellules  endothéliales est la « diffusion facilitée » (en anglais facilitated diffusion). Des aliments vitaux comme le glucose et beaucoup d'acides aminés sont trop polaires et trop gros pour emprunter en quantité suffisante les voies de transport à travers la barrière hémato-encéphalique énumérées ci-dessus. Pour ces molécules, il y a dans la membrane cellulaire un système spécial : la traversée par transporteur membranaire. Par exemple le glucose traverse par la molécule du transporteur GLUT-1. La densité du GLUT-1 sur la membrane luminale, dirigée vers le sang, est de 4 fois celle sur la membrane abluminale. La traversée de la cellule par le glucose se fait donc uniquement par gradient de concentration et ne nécessite en soi aucune énergie.
À côté de celui du glucose, nécessaire en relativement grandes quantités dans le cerveau, il y a toute une série de systèmes de transport spécialisés. Beaucoup de ces transporteurs sont dans la famille des solute carriers (SLC). Parmi eux, on peut citer les transporteurs de monocarboxylate MCT-1 et MCT-2, qui transportent tout un ensemble d'acides organiques à chaîne courte : acide lactique, pyruvique, mévalonique, butyrique ou acétique. Le SLC7 transporte des acides aminés cationiques (arginine, lysine, ornithine). Chez la souris, prise comme organisme-type, on connaît déjà 307 gènes SLC. Parmi ceux-ci, plus de 200 sont exprimés dans les plexus choroïdes et d'autres régions du cerveau. À la barrière hémato-encéphalique, on n'en a trouvé que 36 de cette nature. Et seulement 70 % des 36 protéines ainsi fabriquées participent au transport d'aliments, de vitamines, d'hormones et d'éléments en traces. À la barrière hémato-encéphalique, sont particulièrement exprimés les transporteurs pour :
- les hormones thyroïdiennes : SLC16a2 et SLCO1c1
- le sulfate : SLC13a4
- l'acide L-ascorbique (vitamine C) : SLC23a2
- les acides aminés : SLC 38a3
- le folate ou vitamine B9 : SLC19a1.

La vitamine C est transportée vers le cerveau par les transporteurs de glucose, sous sa forme oxydée.
Les protéines membranaires de transport peuvent fonctionner comme uniport (une molécule à la fois dans un seul sens), comme symport (deux molécules ou plus, dans le même sens) ou encore comme antiport (deux molécules ou plus en sens inverses).

## Transport actif

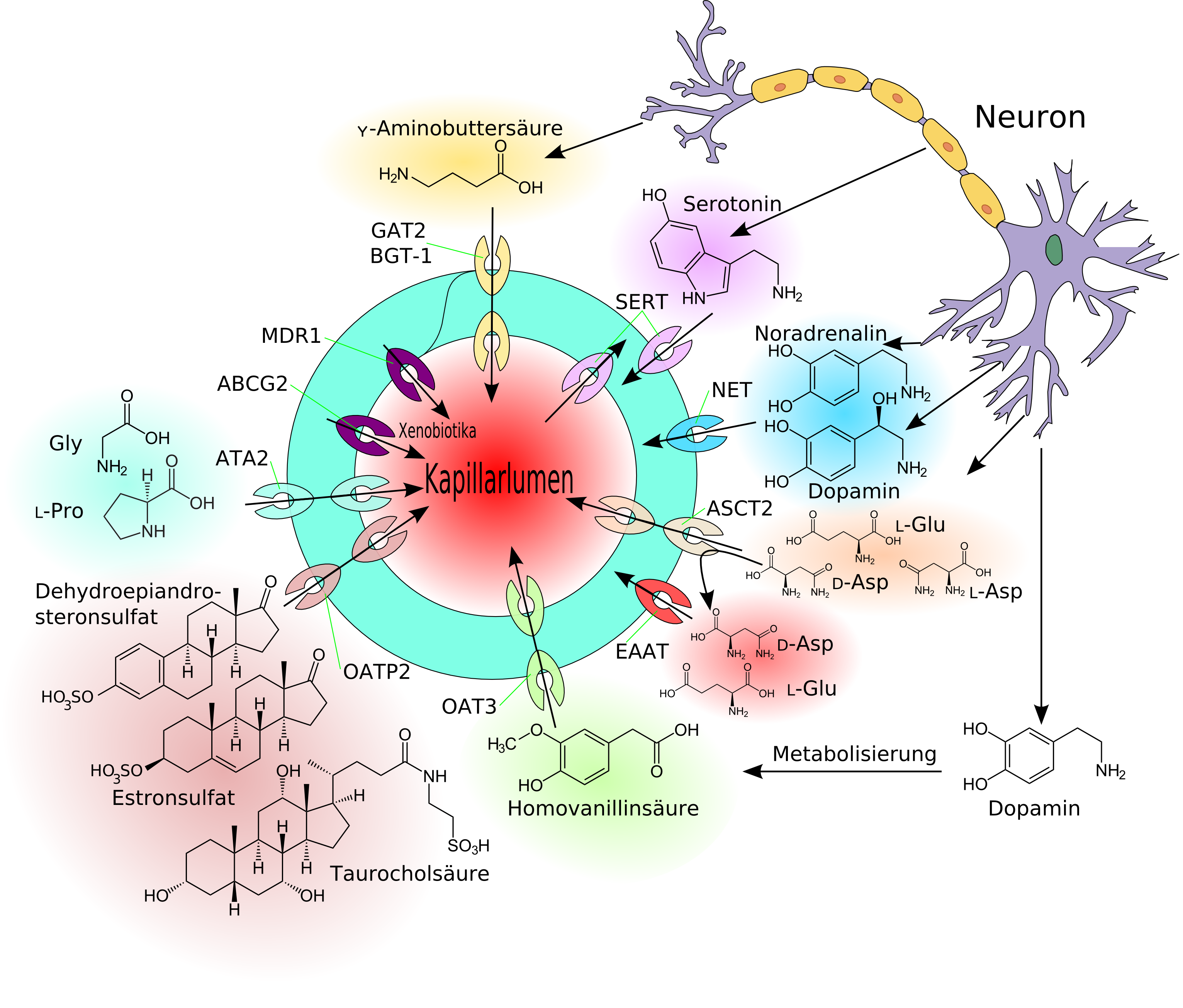
Représentation schématique de transport en efflux à l’endothélium de la barrière hémato-encéphalique,. Pour l'essentiel, les efflux sont des déchets métaboliques ou des substances rejetées parce que nocives ("Xenobiotika").

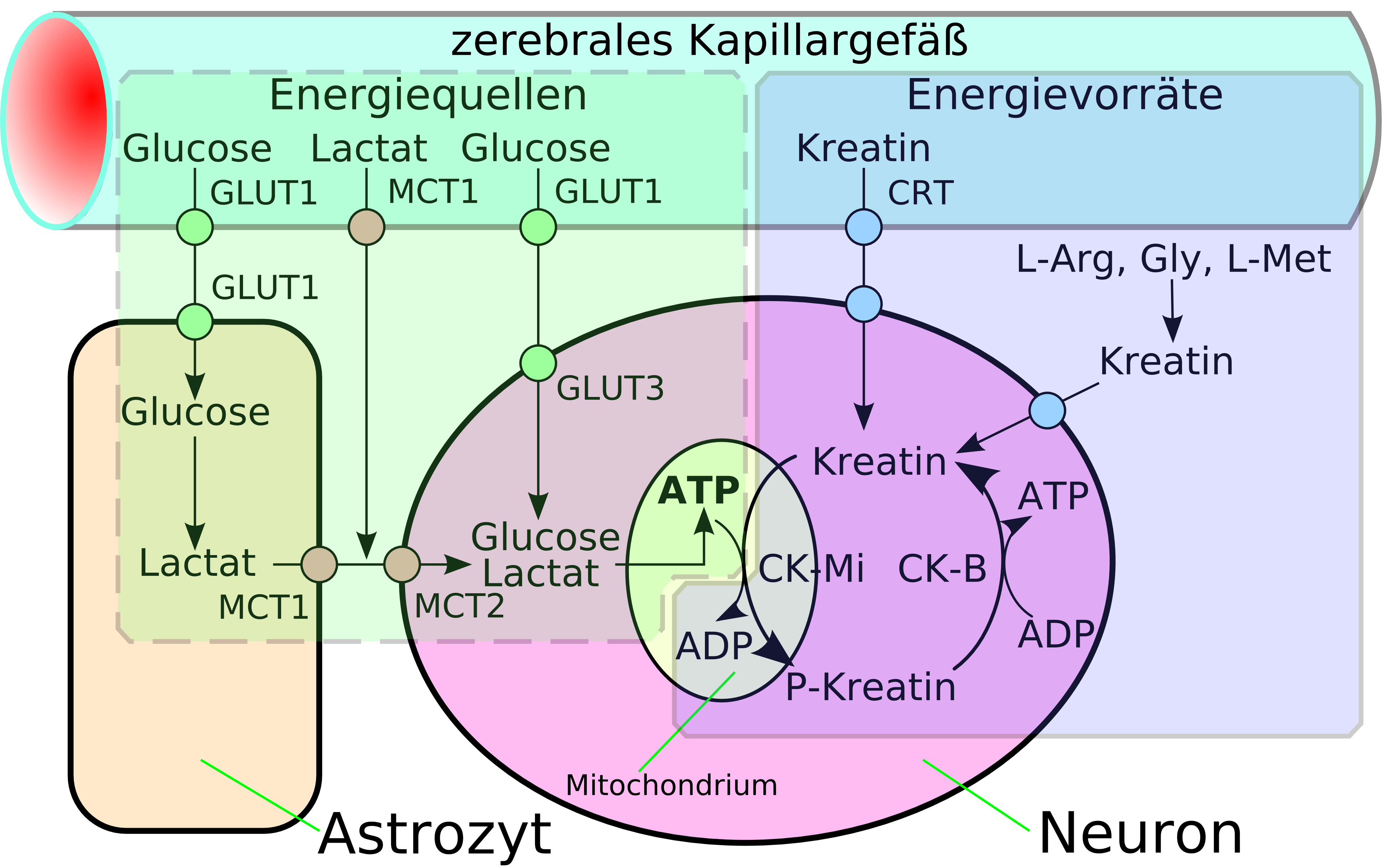
Schéma des voies et stockages d'énergie dans le système nerveux central. En haut le capillaire, à gauche l’astrocyte, à droite le neurone avec une mitochondrie.

Avec les moyens de transport décrits ci-dessus, les molécules parviennent au cerveau sans consommation directe d'énergie. Elles suivent donc le gradient de la concentration, ou du produit des concentrations aux puissances convenables, dans les cas de transport multiple (symport ou antiport). Dans les transports actifs, ou « pompes », il est possible d'obtenir un transport  à l’encontre du gradient de concentration. Pour cela, il faut néanmoins, directement ou indirectement, de l’énergie sous forme d'adénosine triphosphate (ATP).
Quand le transport actif a lieu du sang vers le cerveau, on parle d'« influx » (à distinguer de l'« influx nerveux »), et en sens inverse, d'« efflux ».
Dans la barrière hémato-encéphalique, on trouve des transporteurs actifs en influx pour l'enképhaline,, la vasopressine (hormone antidiurétique) (AVP) et la D-pénicillinamine2,5-enképhaline (DPDPE) –  le produit du gène de résistance multiple aux drogues (gène MDR1)  a été le premier transporteur d'efflux identifié à la barrière hémato-encéphalique. Là-dessus sont venues plus tard les protéines reliées aux résistances multidrogues, par exemple, le gène MRP1, qui appartiennent aussi à la famille des transporteurs ABC. La protéine de résistance au cancer mammaire (BCRP), se trouve avec la glycoprotéine P en réalité sur la paroi luminale, dirigée vers le sang, de l'endothélium,,.
Certains des transporteurs d'efflux – comme certains transporteurs d'influx – travaillent par stéréosélectivité. Ceci signifie qu'ils ne transportent qu'un seul énantiomère du cerveau vers la circulation sanguine. La D-asparagine est dans le cerveau un précurseur protéique de l'acide N-méthyl-D-aspartique (NMDA), et influe sur la sécrétion de diverses hormones, comme l'hormone lutéinisante, la testostérone ou l'ocytocine. La L-asparagine appartient par contre, avec la L-glutamine aux acides aminés stimulants. Le transporteur d'efflux ASCT2 (transporteur d'alanine, sérine et cystéine) de la barrière hémato-encéphalique ne transporte que la L-asparagine, dont l'accumulation aurait des effets neurotoxiques. La D-asparagine, nécessaire pour la production de NMDA, n'est pas transportée par l'ASCT2. Les transporteurs EAAT (excitatory  amino acid transporter – transporteurs d'acides aminés excitateurs) SLC1A3, SLC1A2  et SLC1A6 au contraire, transportent les deux énantiomères de l'asparagine,.
Dans le tissu épileptique la glycoprotéine P est sur-exprimée dans les endothéliums et  les astrocytes de la barrière hémato-encéphalique, ainsi que dans les neurones,.
En outre, il y a des transporteurs d'anions organiques (OAT et OATP) et transporteurs de cations organiques (OCT) dans la membrane cellulaire de l’épithélium. Les transporteurs d'efflux, spécialement, peuvent transporter activement une grande quantité de substrats non spécifiques.
Pour tout un ensemble de processus de transport au niveau de l'endothélium, il n'est pas encore clarifié s'il s'agit de processus actifs (c'est-à-dire consommant de l’ATP), ou s'il s'agit seulement de diffusion facilitée par transporteur membranaire.

## Transport vésiculaire

Comparaison entre phagocytose, pinocytose et endocytose à récepteurs.

Les grosses molécules, ou même agrégats, qui ne peuvent pas utiliser de protéine membranaire de transport sont incorporées dans la cellule par un mécanisme d'endocytose : la membrane plasmique se déforme en puits autour de l'objet à ingérer, se referme et se détache du milieu ambiant. On distingue trois grandes catégories d'endocytose : phagocytose pour digérer, pinocytose pour incorporer une partie du milieu ambiant, et endocytose à récepteur, qui sélectionne la molécule à ingérer par des récepteurs spécifiques. Cette dernière, avec une variante électrostatique, est susceptible d'être combinée avec son inverse à la face abluminale, pour donner une transcytose.

### Transcytose à récepteurs
Pour la capture de grosses molécules sélectionnées, il y a au puits de la membrane, des récepteurs qui se lient spécifiquement à la molécule visée. C'est par exemple le cas pour la transferrine, grosse molécule, transporteuse de fer, de masse molaire de 76 kDa, et composée de 679 acides aminés. Les récepteurs se trouvent dans la lumière du capillaire à la surface d'une dépression marquée sur la face interne de la membrane par des protéines de marquage. Après liaison à la transferrine, la membrane se replie sur elle-même en creusant le puits, puis en soudant le bord, donnant ainsi une vésicule marquée vers le plasma cellulaire. Cette vésicule marquée est alors transportée vers le côté abluminal, et expulse la transferrine par un processus symétrique. C'est le même mécanisme qui permet le transport via les récepteurs à LDL de la Lipoprotéine de basse densité (LDL) vers le cerveau, pour que le cholestérol y soit fabriqué,. L'insuline et d'autres hormones peptidiques, comme les cytokines arrivent de cette manière au cerveau.

### Transcytose par adsorption
Dans la transcytose par adsorption (adsorptive-mediated transcytosis, AMT), les interactions électrostatiques entre la surface cellulaire négativement chargée par des glycoprotéines et des molécules chargées positivement (cations) aboutissent à un transport à travers le cytoplasme des cellules épithéliales. Cette forme de transport est également nommée « transport cationique ». Les molécules chargées positivement sont par exemple les peptides et les protéines dont le point isoélectrique se situe nettement au-dessus du pH ambiant. La transcytose cationique à travers l'endothélium de la barrière hémato-encéphalique permet un plus haut débit de transport que  la transcytose à récepteurs.

## Principaux transporteurs à la barrière hémato-encéphalique
| Transporteur           | Nom anglais                              | Gène    | Loc. gène   | Fam. | Réf.   |
| Diffusion facilitée    |                                          |         |             |      |        |
| GLUT1                  | glucose transporter 1                    | SLC2A1  | 1 p35-p31.3 | SLC  | [ 59 ] |
| LAT1                   | large neutral amino acid transporter 1   | SLC7A5  | 16 q24.3    | SLC  | [ 59 ] |
| CAT1                   | cationic amino acid transporter 1        | SLC7A1  | 13 q12.3    | SLC  | [ 59 ] |
| MCT1                   | monocarboxylic acid transporter 1        | SLC16A1 | 1 p13.2-p12 | SLC  | [ 59 ] |
| CNT2                   | concentrative nucleoside transporter 2   | SLC28A2 | 15 q15      | SLC  | [ 59 ] |
| CHT1                   | choline transporter 1                    | SLC5A7  | 2 q12       | SLC  | [ 59 ] |
| NBTX                   | nucleobase transporter                   | ?       | ?           |      | [ 59 ] |
| Efflux actif           |                                          |         |             |      |        |
| MDR1                   | P-Glycoprotein                           | ABCB1   | 7 q21.1     | ABC  | [ 60 ] |
| MRP1                   | multidrug resistance protein 1           | ABCC1   | 16 p13.1    | ABC  | [ 60 ] |
| MRP3                   | multidrug resistance protein 3           | ABCC3   | 17 q22      | ABC  | [ 60 ] |
| MRP4                   | multidrug resistance protein 4           | ABCC4   | 13 q32      | ABC  | [ 60 ] |
| MRP5                   | multidrug resistance protein 5           | ABCC5   | 3 q27       | ABC  | [ 60 ] |
| BCRP                   | breast cancer resistance protein         | ABCG2   | 4 q22       | ABC  | [ 60 ] |
| OAT3                   | organic anion transporter 3              | SLC22A8 | 11          | SLC  | [ 30 ] |
| OATP-A                 | organic anion transporter polypeptide A  | SLC21A3 | 12 p12      | SLC  | [ 30 ] |
| OATP3A1                | organic anion transporter polypeptide 3  | SLCO1A2 | 15 q26      | SLC  | [ 30 ] |
| EAAT1                  | excitatory amino acid transporter 5      | SLC1A3  | 5 p13       | SLC  | [ 30 ] |
| TAUT                   | taurin transporter                       | SLC6A6  | 3 p25-q24   | SLC  | [ 59 ] |
| Transport à récepteurs |                                          |         |             |      |        |
| INSR                   | Insulin receptor                         | INSR    | 19 p13.2    |      | [ 59 ] |
| TFR1                   | transferrin receptor                     | TFRC    | 3 q29       |      | [ 59 ] |
| IGF1R                  | insulin-like growth factor 1 receptor    | IGF1R   | 15 q25-q26  |      | [ 59 ] |
| LEPR                   | leptin receptor                          | LEPR    | 1 p31       |      | [ 59 ] |
| FCGRT                  | Fc fragment of IgC, receptor transporter | FCGRT   | 19 q13.3    |      | [ 59 ] |
| SCARB1                 | scavenger receptor class B 1             | SCARB1  | 12 q24.31   |      | [ 59 ] |

Le jeu de la nombreuse famille SLC  et des transporteurs ABC est un mécanisme remarquablement efficace de protection de la barrière hémato-encéphalique contre l’entrée  des xénobiotiques dans le cerveau,.